# سولداسلوگن
سولداسلوگن (به انگلیسی: Suldalslågen) رودخانه‌ای است که در نروژ جریان دارد.